# Batalla de Maldon
La batalla de Maldon va tenir el dia 10 o 11 d'agost del 991, a prop de Maldon, al costat del riu Blackwater, Essex. En aquell temps a Anglaterra regnava Etelred l'Indecís.
La batalla va acabar en una sonada derrota anglosaxona davant dels vikings. Després d'aquesta, l'arquebisbe Sigeric de Canterbury i altres nobles van aconsellar el rei Etelred de pagar 10,000 lliures Romanes (3,300 kg) de plata als vikings per aturar el conflicte, sent aquest el primer exemple de Danegeld dins Anglaterra.
Una narració de la batalla, ornamentada amb molts discursos dels guerrers i amb altres detalls, es recull en un poema en anglès antic conegut com La Batalla de Maldon.
Segons la Crònica anglosaxona, el noruec Olaf Tryggvason dirigia les forces vikingues, estimades entre 2.000 i 4.000 homes. D'altra banda, l'obra del segle xii, Liber Eliensis, escrita pels monjos d'Ely, suggereix que l'ealdorman anglès Byrhtnoth només comptava amb uns pocs soldats.

## El poemaLa Batalla de Maldon
'La Batalla de Maldon' és el nom pel qual es coneix el fragment supervivent d'un poema en anglès antic de 325 línies. L'estudi lingüístic ha conclòs que inicialment el poema complet va ser transmès oralment, posteriorment manuscrit en el dialecte saxó d'Essex i finalment sobrevivint com a fragment en la forma saxona de Wessex, possiblement gràcies a un dels escrivans del monestir de Worcester.
Fortuïtament, el fragment estava endossat a un manuscrit molt notable, la Vida del Rei Alfred, el qual indubtablement va ajudar en la seva supervivència.

## La Batalla
Al temps de batalla, la política anglesa en resposta a les incursions vikingues estava dividida. Alguns estaven a favor de pagar als invasors amb terra i riquesa, mentre altres preferien lluitar fins al darrer home. Entre aquests es trobaria l'ealdorman Byrhtnoth, al davant de les forces angleses durant la batalla i protagonista d'emotius discursos patriòtics.
El vikings van navegar el Blackwater (llavors conegut com a riu Panta) aigües amunt i Byrhtnoth va fer cridar les seves forces, majoritàriament camperols. Els vikings van desembarcar en una illa petita en el riu que, amb marea baixa, es connectava a la riba.
Olaf es va adreçar als Saxons, prometent marxar si se'l pagava amb o. La resposta de Byrhtnoth fou que "et pagarem amb puntes de llança i fulles d'espasa."
Les forces d'Olaf no podien arribar a la riba, defensada pels anglesos, així que el cabdill va demanar a Byrhtnoth que permetis els seus guerrers travessar el riu per establir batalla. Byrhtnoth, en un excés d'orgull, va accedir.
Al iniciar-se la batalla, un anglès anomenat Godrīc va fugir muntant el cavall de Byrhtnoth. Molts anglesos, reconeixent el cavall i creient que el seu genet era Byrhtnoth fugint, van caure en el pànic. Els vikings van vèncer els Saxons matant Byrhtnoth, el cos del qual va ser recuperat, si bé sense cap.
Perquè Byrhtnoth va permetre que els vikings travessessin el riu per establir batalla, manca sense resposta. Olaf dirigia una expedició de saqueig i si Byrmoth hagués defensat la riba, els vikings probablement haurien navegat més lluny cap amunt del riu o al llarg de la costa i assaltat qualsevol altre lloc. Com a home amb tropes i armes, pot ser que Byrhtnoth es cregués en el deure d'enfrontar-se amb els Vikings per protegir altres.